# میرزا ابراهیم خان قمی
میرزا ابراهیم قمی معروف به مسعودی از سیاستمداران ایرانی بود، که در دوره چهارم به عنوان نماینده قائنات در مجلس شورای ملی حضور داشت.